# بیماری خراش گربه
بیماری خراش گربه یا چنگ گربه (به انگلیسی: Cat-scratch disease) از بیماری‌های منتقله از حیوانات به انسان است. انتقال بیماری در بیش از ۹۰ درصد موارد در اثر پنجه زدن و گاهی لیس زدن بچه گربه به بدن کودک است و گهگاه نیز توسط سگ‌ها یا خار و تراشه‌های چوب که با سگ و گربه در ارتباط بوده منتقل می‌شود. این باکتری گربه را دچار بیماری نمی‌کند و در بزاق گربه زندگی می‌کند تا از راه خراش یا گازگرفتن گربه -به‌خصوص بچه گربه- به انسان منتقل می‌شود. عامل این بیماریِ معمولاً خوش‌خیم، باکتری داخل سلولی بارتونلا (Bartonella henselae) است. نزدیک به نیمی از گربه‌ها در طول زندگی خود مدتی ناقل این باکتری بوده‌اند. این بیماری باکتریایی بیشتر برای افراد با سیستم ایمنی پایین یا افراد مسن ایجاد دردسر می‌کند.

## تظاهرات بالینی

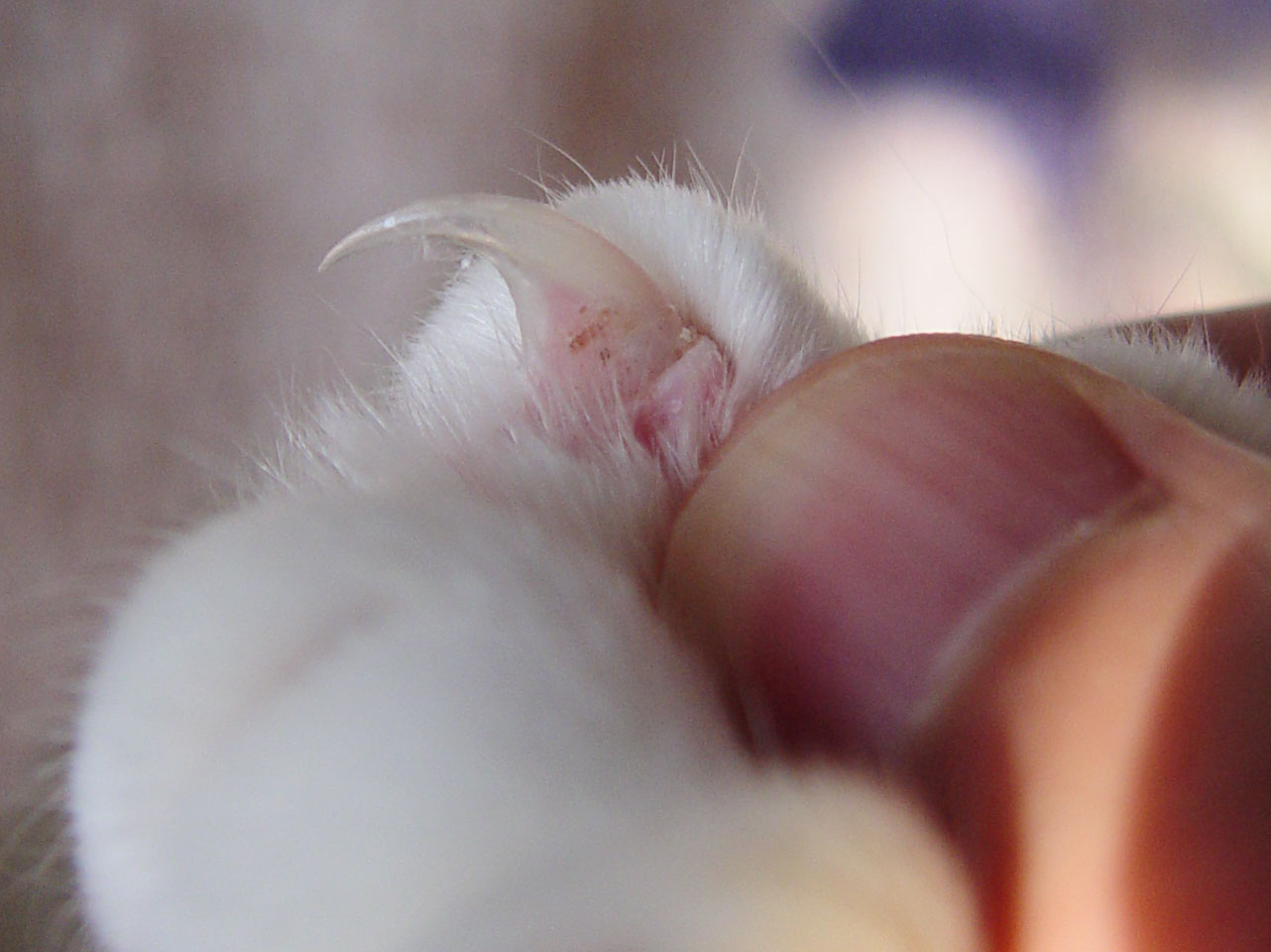
پنجه بیرون آورده شده یک گربه

معمولاً ۴ تا ۱۰ روز پس از تماس انسان با یک گربه، پاپول یا یک ضایعهٔ پوستی در منطقه آسیب دیده ایجاد می‌شود و سپس گره‌های لنفاوی سر و گردن یا زیر بغل بزرگ شده و دردناک می‌شوند. علائم بیماری شامل بزرگ‌شدن گره‌های لنفاوی نزدیک به محل زخم، قرمزی یا جوش‌های چرکی در محل زخم همراه با تب خفیف، سردرد، لرز، کمر درد، درد در ناحیه شکم و میالژی است.
در اغلب اوقات بیماری خودبه‌خود بهبود پیدا می‌کند اما تورم گره‌های لنفاوی ممکن است تا ماه‌ها باقی بماند. خطر معمولاً در کسانی وجود دارد که نقص سیستم ایمنی، ایدز یا دیابت دارند.
تشنج، ضایعات چشمی (سندرم Parinaud oculoglandular)، پوستی (آنژیوماتوز باسیلر)، التهاب مغز (آنسفالیت) و جنون از عوارض این بیماری هستند.

## تشخیص
داشتن سابقه تماس با گربه به خصوص گاز گرفتگی و پنجه زدن کمک‌کننده است به ویژه اگر یک گره لنفاوی نیز در نزدیکی آن ناحیه بزرگ شده باشد. آزمایش‌های دیگری چون تست پوستی ناحیهٔ خراش و رنگ آمیزی رسوب نقره از بیوپسی گره‌های لنفاوی «باسیل» در زیر میکروسکوپ نیز به تشخیص بیماری کمک می‌کند.

## درمان
برای درمان از آنتی‌بیوتیک‌هایی مانند ریفامپین، سیپروفلوکساسین، کوتریموکسازول، آزیترومایسین و داکسی‌سایکلین استفاده می‌شود. گره‌های لنفاوی به صورت خود به خود پس از ۲ تا ۴ ماه بهبود می‌یابند. این بیماری مسری نیست.